# آمازون یوکاتان
آمازون یوکاتان (نام علمی: Amazona xantholora) نام یک گونه از سرده طوطی آمازون است.

## نگارخانه

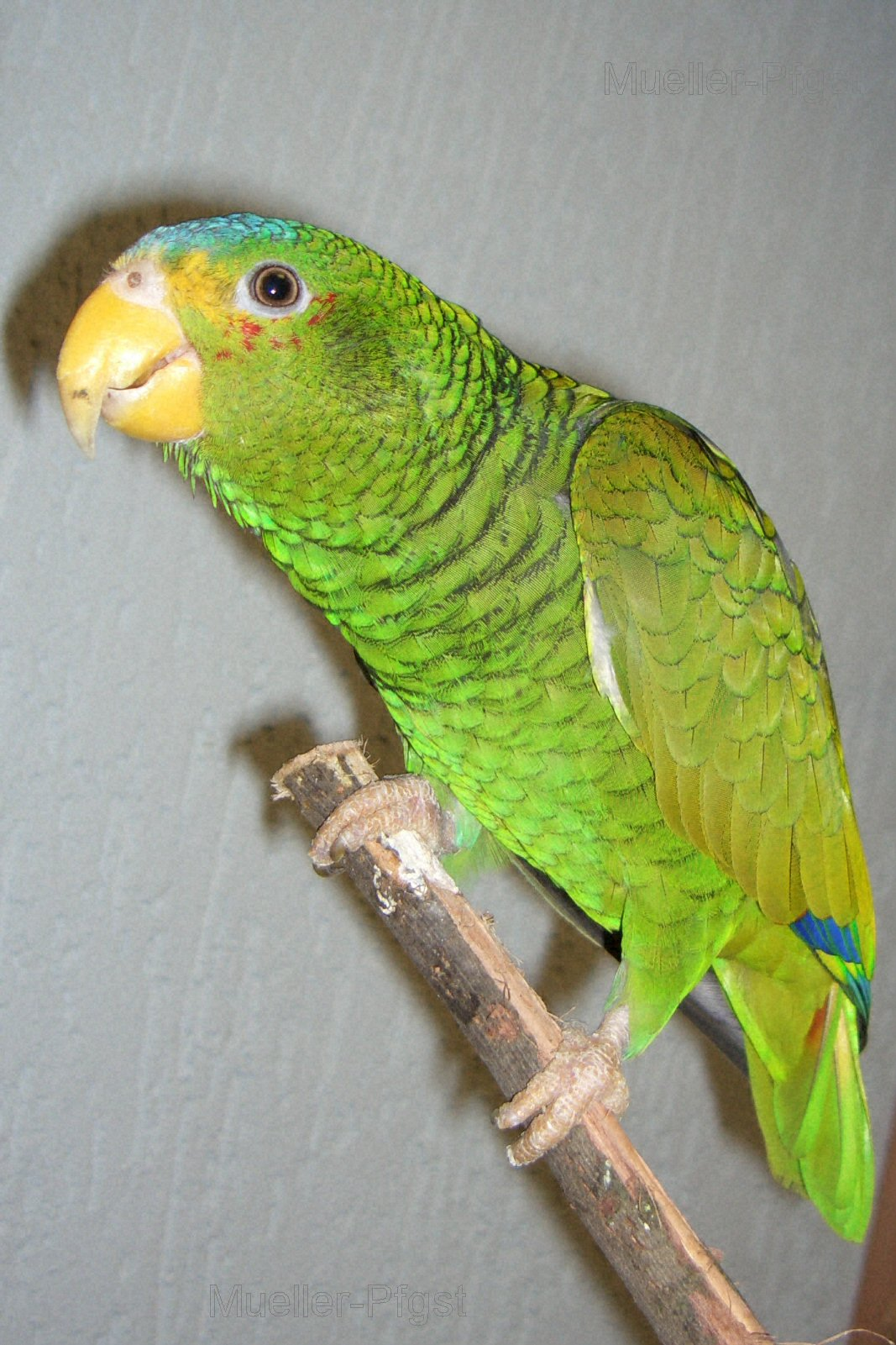
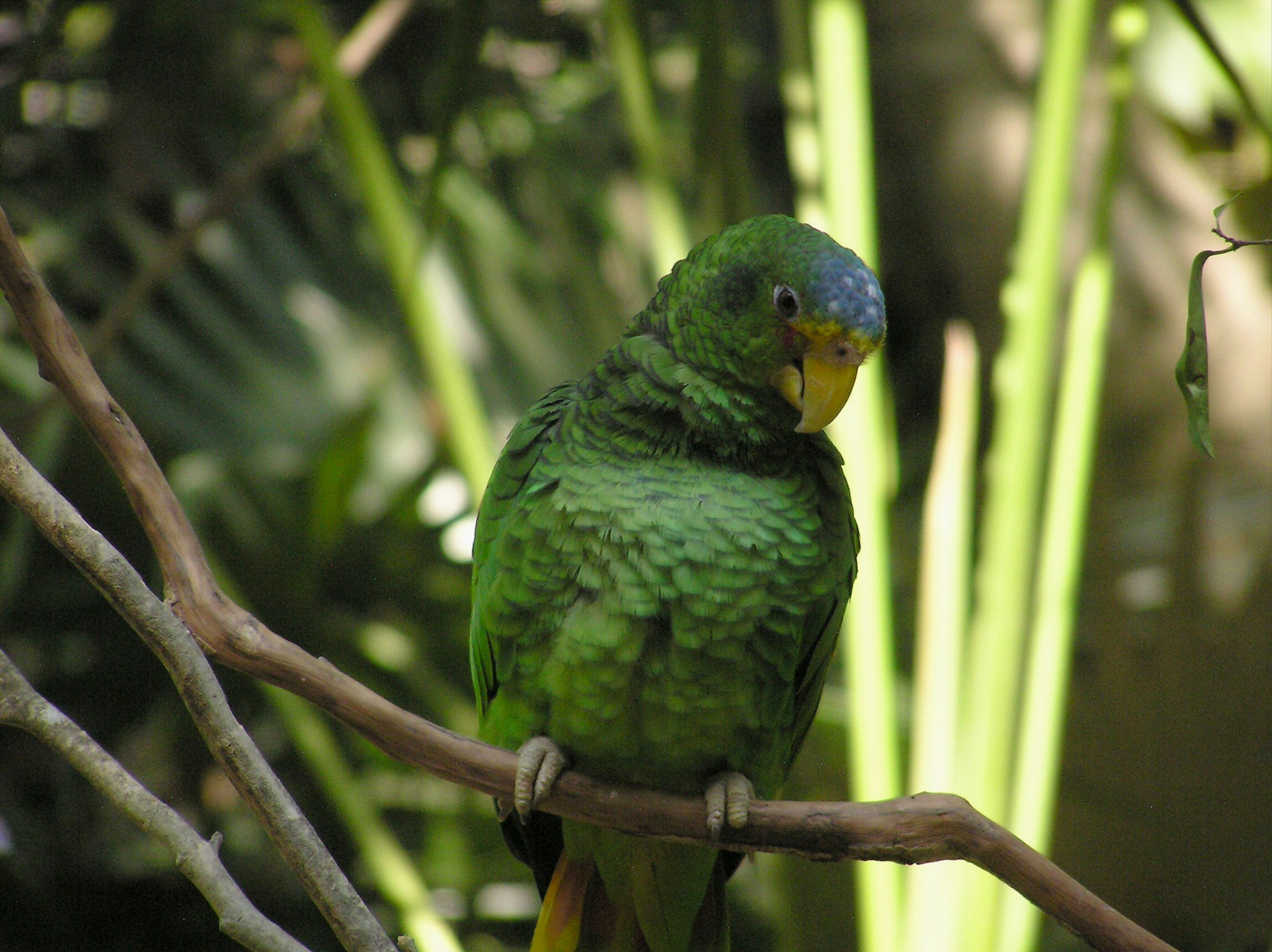